# Ретивый (миноносец)
Ретивый — русский миноносец типа «Сокол» (10 октября 1907 года переклассифицирован в эскадренный миноносец).

## Служба
- 1910—1911 — Прошёл капитальный ремонт корпуса в Свеаборгском порту с заменой водогрейных трубок в котлах и перевооружением.
- 1913 — В Санкт-Петербурге на заводе фирмы «Эклунд и Ко» установлены щитовые тралы.
- 1914—1915 — Осуществлял боевое траление, нёс дозорную и конвойную службы.
- Январь 1916 — Включён в состав 2-го дивизиона дивизии траления, использовался как тральщик.
- Февраля 1917 — Участвовал в февральской революции.
- 7 ноября 1917 — Вошёл в состав Красного Балтийского флота.
- 15 марта 1918 — Передан в распоряжение Финляндской Советской Рабочей республики.
- 10-16 апреля 1918 — Совершил переход из Гельсингфорса в Кронштадт.
- 2 августа 1918 — Переклассифицирован в миноносцы. По указанию В. И. Ленина 6 июня вместе с однотипными миноносцами «Прыткий», «Прочный» и «Поражающий» отправлен из Петрограда на Волгу, и 2 августа они вышли в поход. Через Мариинскую систему первые три шли своим ходом, а «Поражающий» — на буксире. Для уменьшения осадки с них были сняты орудия, на борт было загружено минимальное количество топлива, откачана балластная вода. По прибытии в Нижний Новгород на Сормовском заводе орудия в течение нескольких дней были вновь установлены. 24 августа прибыли в Нижний Новгород, где на них установили по две 75/50-мм пушки.
- 24 августа 1918 — Прибыл в Нижний Новгород.
- 27 августа 1918 — Включён в состав Волжской военной флотилии.
- 20 октября 1918 — Включён в состав Азово-Каспийской военной флотилии.
- 31 июля 1919 — Включён в состав Волжско-Каспийской военной флотилии.
- 5 июля 1920 — Включён в состав Морских сил Каспийского моря.
- Август-октябрь 1918 — Участвовал в боях с белогвардейцами под Казанью и на реке Кама.
- 1919—1920 — Участвовал в боях с белогвардейцами в низовьях Волги и на Каспийском море.
- 16 августа 1922 — Исключён из состава Морских сил Каспийского моря, разоружён и сдан Комгосфондов для реализации.

Всё по

## Командиры миноносца
- капитан 2-го ранга Бахирев, Михаил Коронатович — 09.05.1907-31.03.1908
- старший лейтенант Подгурский, Николай Люцианович — 15.05.1909-17.03.1910
- капитан 2-го ранга Небольсин, Сергей Андреевич — 1914
- лейтенант Голубев, Владимир Валентинович — хх.08.1914-хх.хх.1916
- лейтенант Ротберг, Эрнест Александрович — 29.09.1917-06.10.1917
- лейтенант Альбокринов Борис Андреевич 1918
- лейтенант Рыбалтовский, Николай Юльевич — 1918

## Интересные факты
- В составе экипажа миноносца в боях на Каме участвовал будущий советский разведчик Рудольф Абель.